# Parti national britannique
Pour les articles homonymes, voir Parti national et BNP.
Le Parti national britannique (en anglais : British National Party, BNP) est un parti politique nationaliste britannique d'extrême droite, créé en 1982 par John Tyndall et dirigé depuis juillet 2014 par Adam Walker, un ancien enseignant banni à vie de la profession et installé à Spennymoor.
Le parti prône notamment des mesures contre l'immigration et encourage l'« inversion de l'invasion migratoire », c'est-à-dire le retour volontaire d'immigrés et de descendants d'immigrés vers leurs terres d'origine. Le BNP milite également pour la réintroduction de la peine de mort et s'oppose au mariage homosexuel, au multiculturalisme et à ce qu'il perçoit comme étant une islamisation du Royaume-Uni.
L'idéologie du parti a été décrite comme étant fasciste ou néofasciste par des politologues et des commentateurs politiques mais le parti conteste ces qualificatifs. Initialement, seuls les « Britanniques autochtones » pouvaient adhérer au BNP mais depuis une décision de justice datée de 2010, tout le monde a la possibilité de rejoindre ce mouvement.
Une percée électorale en 2008 et 2009 a permis au BNP de décrocher plus de cinquante conseillers locaux, d'obtenir un siège au sein de l'Assemblée de Londres et de faire élire deux députés européens, Andrew Brons et Nick Griffin, dirigeant du parti de 1999 à 2014.
Mais après avoir échoué à obtenir un siège aux élections générales de 2010, le BNP a commencé à décliner. Certains groupes dissidents se sont formés et de nombreux électeurs se sont tournés vers l'UKIP.
En 2014, le parti a perdu ses élus européens tandis qu'en 2015, dans le cadre des élections générales, le BNP n'a pu présenter que huit candidats (soit trois cent trente-et-un de moins qu'en 2010) et n'a reçu qu'un peu plus de mille cinq-cents voix.

## Histoire
Lors des élections législatives de 2005, le BNP a obtenu 0,7 % des voix, étant le huitième parti en nombre de voix.
Durant les élections de l’Assemblée galloise en 2007, il a été le cinquième parti sur le plan des voix pour les listes régionales, bien qu’il n’ait obtenu aucun siège. Aux élections locales du 1er mai 2008, le nombre de conseillers du BNP est passé de 84 à 100, le parti faisant par ailleurs élire pour la première fois (avec 5,3 % des voix), un conseiller à l'Assemblée de Londres qui en compte 25.
En 2009, le BNP est crédité de 7 à 11 % dans les sondages au niveau national, et devient la deuxième force dans les zones populaires derrière le Labour où la présence d'immigrés est forte. Aux élections européennes de 2009, il obtient pour la première fois deux députés européens avec 6,2 % des voix en Grande-Bretagne (il ne se présente pas en Irlande du Nord). L'un de ses deux élus quitte ensuite le parti.
En octobre 2009, la BBC autorise un programme consacré au BNP et à Nick Griffin. Le mois suivant, le BNP rallie l'Alliance européenne des mouvements nationaux qui regroupe des partis nationalistes d'Europe comme le Front national français.
Le 14 février 2010, lors d'une assemblée générale, le BNP lève l'interdiction de l'adhésion à des personnes non-blanches. Le premier adhérent non-blanc à recevoir sa carte est un enseignant sikh à la retraite.
Lors des élections législatives de 2010, le parti a obtenu 1,9 % des suffrages, devenant le cinquième parti du Royaume-Uni derrière l'UKIP.
Lors des élections européennes de 2014, victime de la concurrence de l'UKIP, il perd tous ses députés au parlement de Strasbourg. En octobre 2014, Griffin est exclu de son propre parti. Il est remplacé par Adam Walker.

## Ligne politique
La Constitution du parti se fonde sur la défense exclusive des populations de souche britannique et nord-européenne : « le BNP représente les intérêts nationaux collectifs écologiques, politiques, raciaux, traditionnels [folkish], sociaux, culturels, religieux et économiques des communautés [folk communities] britanniques indigènes anglo-saxonnes, celtes et nordiques, ainsi que les intérêts de ceux que nous considérons comme des membres de la race européenne proches et ethniquement assimilés ou assimilables, qui résident également en Grande-Bretagne ». De façon plus directe, le discours du parti met en valeur la « race caucasienne » synonyme de la « race européenne », ou, sous une forme non euphémisée, la « race blanche ». Le multiculturalisme est considéré comme un facteur de déclin depuis la première vague d'immigration jamaïcaine en 1948.
Sous la direction de son ancien chef, John Tyndall, le BNP était ouvertement anti-juif, anti-hindou et anti-sikh ; cependant, sous la direction (1999-2014) de Nick Griffin, diplômé en droit de Cambridge, le BNP a fixé son centre d’intérêt sur les musulmans. Le parti a dit publiquement qu'il ne considère plus comme une menace les Juifs, dont il a un conseiller municipal, les Hindous et les Sikhs, et a l'appui de certains d'entre eux. Le BNP a travaillé avec les groupes sikhs antimusulmans. Le journal Le Monde note d'ailleurs que « les dérapages restent fréquents mais, globalement, l'image du BNP s'est améliorée » (édition du 14 mai 2009).
Selon son manifeste, le BNP « s’engage à enrayer le flux migratoire non-européen et à restaurer par des moyens légaux ainsi que par la négociation et le consentement, la composition majoritairement blanche de la population britannique qui existait en Grande-Bretagne avant 1948 ». Le BNP propose « d’encourager de manière ferme mais volontaire les immigrés et leurs descendants à retourner dans leurs pays d’origine ».
Il prône l’abrogation de toute législation anti-discrimination et a pendant très longtemps limité l'adhésion au parti « aux groupes ethniques britanniques et indigènes provenant de la classe de Caucasien indigène » ainsi qu'aux immigrés blancs qui sont assimilés dans un de ces groupes ethniques. Cette restriction à l'adhésion a été levée le 14 février 2010.

## Résultats électoraux

BNP Élections générales britanniques de 2010

### Élections générales
| Année | Candidats | Voix    | %   | Rang | Sièges  |
| ----- | --------- | ------- | --- | ---- | ------- |
| 1983  | 54        | 14 621  | 0,0 | 17e  | 0 / 650 |
| 1987  | 2         | 563     | 0,0 | 23e  | 0 / 650 |
| 1992  | 13        | 7 631   | 0,1 | 20e  | 0 / 650 |
| 1997  | 54        | 35 832  | 0,1 | 17e  | 0 / 659 |
| 2001  | 33        | 47 129  | 0,2 | 16e  | 0 / 650 |
| 2005  | 117       | 192 746 | 0,7 | 8e   | 0 / 646 |
| 2010  | 339       | 563 743 | 1,9 | 5e   | 0 / 650 |
| 2015  | 8         | 1 667   | 0,0 | 36e  | 0 / 650 |
| 2017  | 10        | 4 642   | 0,0 | 19e  | 0 / 650 |
| 2019  | 1         | 510     | 0,0 | 47e  | 0 / 650 |

### Élections européennes
| Année | Voix    | %   | Rang | Sièges | Groupe |
| ----- | ------- | --- | ---- | ------ | ------ |
| 1999  | 102 647 | 1,0 | 9e   | 0 / 87 |        |
| 2004  | 808 200 | 4,9 | 6e   | 0 / 78 |        |
| 2009  | 943 598 | 6,2 | 6e   | 2 / 72 | NI     |
| 2014  | 179 694 | 1,1 | 8e   | 0 / 73 |        |

### Élections législatives galloises
| Année | Voix   | %   | Sièges |
| ----- | ------ | --- | ------ |
| 2007  | 42 197 | 4,3 | 0 / 60 |
| 2011  | 22 610 | 2,4 | 0 / 60 |

### Élections législatives nord-irlandaises
| Année | Voix  | %   | Sièges  |
| ----- | ----- | --- | ------- |
| 2011  | 1 252 | 0,2 | 0 / 108 |

### Élections parlementaires écossaises
| Année | Voix   | %   | Sièges  |
| ----- | ------ | --- | ------- |
| 2007  | 24 616 | 1,2 | 0 / 129 |
| 2011  | 15 580 | 0,8 | 0 / 129 |